# ザ・レスリング・クラシック
ザ・レスリング・クラシック（The Wrestling Classic）は、1985年11月7日にアメリカ合衆国のプロレス団体WWE（当時はWWF）が開催した興行およびPPVの名称である。

## 概要
本大会はWWF史上初のPPV（ペイ・パー・ビュー＝契約式有料放映）。ハルク・ホーガン対ロディ・パイパーのWWF王座戦のほか、16選手参加のワンナイト・トーナメントが行われ、決勝でランディ・サベージを破ったジャンクヤード・ドッグが優勝した
。

## 結果
| #  | 内容                                                                                      | 条目                 | 時間  |
| -- | ----------------------------------------------------------------------------------------- | -------------------- | ----- |
| 1  | ○アドリアン・アドニス (with ジミー・ハート) vs コーポラル・カーシュナー●                  | トーナメント予選     | 04:00 |
| 2  | ○ダイナマイト・キッド vs ニコライ・ボルコフ●                                              | トーナメント予選     | 00:06 |
| 3  | ○ランディ・サベージ (with ミス・エリザベス) vs イワン・プトスキー●                        | トーナメント予選     | 03:00 |
| 4  | ○リッキー・スティムボート vs デイビーボーイ・スミス●                                      | トーナメント予選     | 03:00 |
| 5  | ○ジャンクヤード・ドッグ vs アイアン・シーク●                                              | トーナメント予選     | 03:00 |
| 6  | ○ムーンドッグ・スポット vs テリー・ファンク (with ジミー・ハート) ●カウントアウト負け     | トーナメント予選     | 00:17 |
| 7  | ○ティト・サンタナ vs ザ・マグニフィセント・ムラコ (with ミスター・フジ)●                  | トーナメント予選     | 04:00 |
| 8  | ○ポール・オーンドーフ vs ボブ・オートン● 反則負け                                         | トーナメント予選     | 07:00 |
| 9  | ○ダイナマイト・キッド vs アドリアン・アドニス (with ジミー・ハート)●                      | トーナメント準々決勝 | 06:00 |
| 10 | ○ランディ・サベージ (with ミス・エリザベス) vs リッキー・スティムボート●                  | トーナメント準々決勝 | 04:00 |
| 11 | ○ジャンクヤード・ドッグ vs ムーンドッグ・スポット●                                        | トーナメント準々決勝 | 00:45 |
| 12 | △ティト・サンタナ vs ポール・オーンドーフ△ ダブルカウントアウト負け                       | トーナメント準々決勝 | 08:00 |
| 13 | ○ハルク・ホーガン (c) vs ロディ・パイパー● 反則負け                                       | WWF王座戦            | 07:00 |
| 14 | ○ランディ・サベージ vs ダイナマイト・キッド●                                              | トーナメント準決勝   | 05:00 |
| 15 | ○ジャンクヤード・ドッグ vs ランディ・サベージ (with ミス・エリザベス)● カウントアウト負け | トーナメント決勝     | 09:00 |